# Bogaerdbrug
De Bogaerdbrug is een brug over de Oude Dender in Dendermonde.

## Geschiedenis
De Bogaerdbrug was oorspronkelijk een houten brug over de Dender. De brug en de Bogaerdstraat die in het verlengde ervan ligt, werden reeds afgebeeld op het grondplan van Dendermonde van 1375 dat in 1866 door Alphonse de Vlaminck gereproduceerd werd. De brug vormde een belangrijke verbinding tussen oorspronkelijk het veer en later de brug over de Schelde en dus het Land van Waas aan de ene zijde en de Mechelse Poort en dus Brabant aan de andere zijde. In 1768 werd ze nog volledig herbouwd in hout. In 1886 werd de houten draaibrug vervangen door een metalen draaibrug. In tegenstelling tot de Denderbrug werd de Bogaerdbrug niet vernield tijdens de Eerste Wereldoorlog.
In 1929 werd naast de Bogaerdbrug een betonnen passerelle, naar ontwerp van stadsarchitect Ferdinand De Ruddere, gebouwd. Deze passerelle werd in 1940 door terugtrekkende Belgische troepen opgeblazen en na de oorlog vervangen door een metalen boogbrug.
In de jaren 80 werd het deel van de Oude Dender tussen de afgesloten oude Dendermonding en de Bogaerdbrug gedempt waardoor de Bogaerdbrug in de praktijk een dam werd. In 2012 werd deze dam afgebroken en werd er een nieuwe brug gebouwd. Deze brug werd in juli 2014 geopend. Oorspronkelijk zou dat al in december 2013 gebeuren en vervolgens werd januari 2014 naar voren geschoven voor de opening, maar omdat de brug beschadigd raakte bij testen met het beweegbare gedeelte liep de opening vertraging op.